# 도도섬 (레분정)

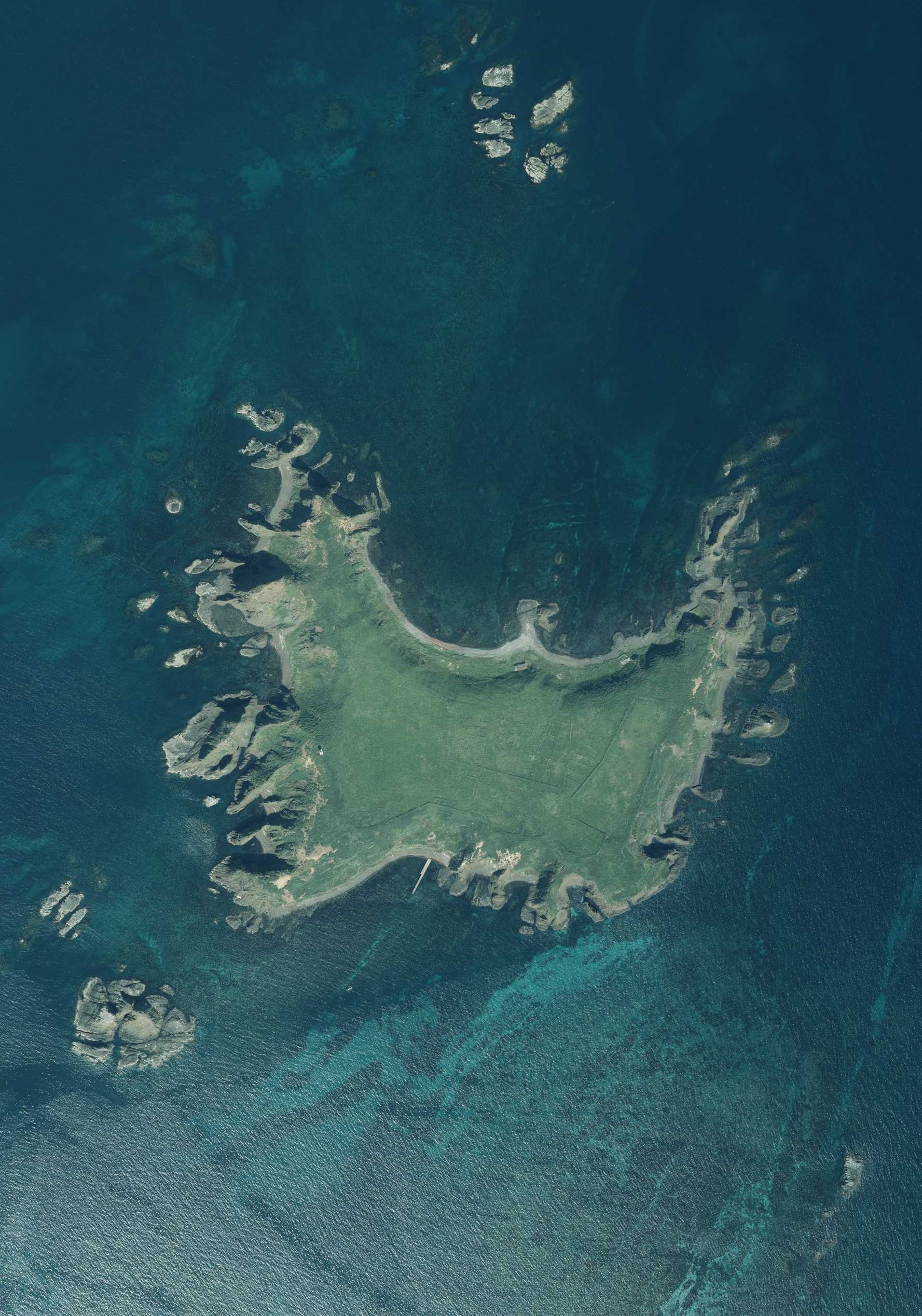

도도섬(海驢島, とどじま)은 일본 홋카이도 레분정에 위치해 있는 섬이다. 사루후쓰촌의 도도섬과는 다른 섬이다.
레분섬으로부터 북쪽으로 3km 떨어져 있다. 북쪽으로는 히라시마섬이 위치해 있다. 사람이 살지 않는 무인도이다.
기후는 한랭하다.

## 같이 보기
- 동해
- 도도섬 (사루후쓰촌)
- 오스콜키섬[도도섬(네무로시)]
- 히라시마섬
- 벤텐섬
- 리시리섬
- 레분섬
- 소야 지청